# Вледень (Брашов)
Вледень, Вледені (рум. Vlădeni) — село у повіті Брашов в Румунії. Входить до складу комуни Думбревіца.
Село розташоване на відстані 158 км на північ від Бухареста, 22 км на північний захід від Брашова.

## Населення
За даними перепису населення 2002 року у селі проживали 905 осіб.
Національний склад населення села:
| Національність | Кількість осіб | Відсоток |
| -------------- | -------------- | -------- |
| румуни         | 853            | 94,3%    |
| угорці         | 25             | 2,8%     |
| цигани         | 25             | 2,8%     |

Рідною мовою назвали:
| Мова      | Кількість осіб | Відсоток |
| --------- | -------------- | -------- |
| румунська | 864            | 95,5%    |
| угорська  | 31             | 3,4%     |
| циганська | 8              | 0,9%     |